# Économie de la Barbade

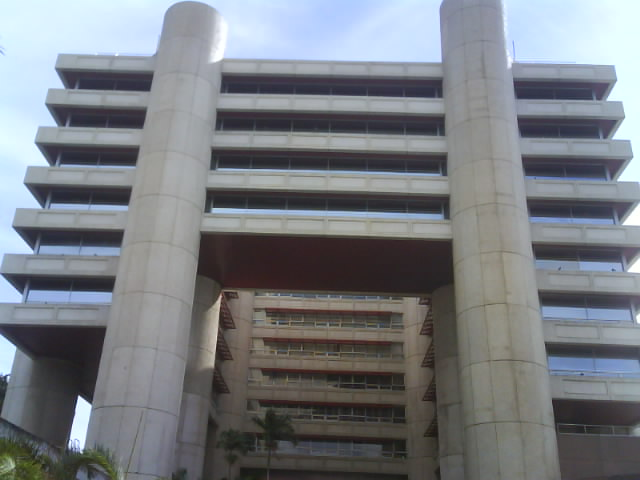
Banque centrale de la Barbade

La Barbade est le 37e pays au niveau de l'IDH, selon le rapport mondial pour le développement humain 2006 (Programme des Nations unies pour le développement). En 2015, son PIB est de 4,451 milliards de dollars, soit 15 660 dollars par habitant.

## Tourisme
La côte sud attire la classe moyenne avec ses bars, ses restaurants et ses hôtels au forfait, tandis que les rivages de l'est accueillent les passionnés de surf sur les flots tumultueux de l'Atlantique, spécialement en novembre. Sur la côte ouest, aux eaux limpides de la mer des Caraïbes, se situent notamment les deux terrains de golfs de luxe Sandy Lane et Royal Westmoreland. 

## Industrie
La Barbade fait partie des pavillons de complaisance.